# أولاد حمودة (السعيدات)
أولاد حمودة هي إحدى مشيخات المملكة المغربية، تتبع جغرافيا لإقليم شيشاوة وإداريًا لالسعيدات. يقدر عدد سكانها بـ 7538 نسمة حسب الإحصاء الرسمي للسكان والسكنى لسنة 2004.